# 瑞秋·格林

第八季的瑞秋·格林

瑞秋·凯伦·格林是美國情境喜劇《六人行》的虛構角色之一，由詹妮弗·安妮斯顿飾演。

## 性格
瑞秋在劇中是個成長比較多的人物。過去種種的歷史告訴我們她是一個嬌生慣養、被寵壞的女孩而前期也基本上是如此，前期的瑞秋形象是紙醉金迷、不負責任、自私任性的感覺，卻仍然是個稱職的好友。
中後期開始(特別是在生下女兒艾瑪之後)便比較成熟。除此之外，瑞秋也是個性格比較軟弱的人，很少為了自己的堅持挺身而出，瑞秋偶爾也會撒謊來達成目的。瑞秋對時尚獨到的品味最終也使得她得以進入時尚圈找到不錯的工作。
瑞秋一開始的性格設定並不討喜，但軟弱、任性、自私等缺點使她的角色性格立體而貼近現實人性，且不乏可愛之處。劇中後期的發展蛻變使此她成為全劇塑造上最豐滿的角色之一。

## 家族
瑞秋在家中三姊妹中排行老大，有兩個妹妹，吉兒(Jill)在第六季先出現，艾美(Amy)在第九季和第十季出現，據菲比的印象，這兩個妹妹中其中有一個被寵壞，另一個則是憤世嫉俗。自從她離開家裡跑去紐約跟莫妮卡住下來後，和兩個妹妹的關係有點疏遠，只有感恩節在家裡或艾美動整型手術住院時會碰面，不過她們年紀小時本來就相處得不好，常常互相整來整去，例如把鹽罐跟糖罐裏的東西調換，把銅板邊緣塗黑然後騙對方把銅板從額頭沿邊滾下來，以及各種的整人遊戲(Pratical jokes)。 因為瑞秋有個有錢的醫生父親，家境很好，在紐約咖啡廳當女服務員之前她從來沒有工作過，她的爸爸從小溺愛她，曾經送她一台遊艇只因為她的小馬生病了，想要逗她開心。

## 《六人行》中的瑞秋
漂亮的千金小姐，高中時是啦啦隊隊長，校園風雲人物，因而任性、自以為中心，也跟全校最受歡迎的男生契普馬修(Chip Matthew)交往。她在上大學那年去動了鼻子的整型手術，因為她原本鼻子的鼻骨長歪了並且有個大鼻子，大學唸不久就轉系，原因之一是原本的學院大樓附近的停車位很難找。
瑞秋大學畢業後，很少跟她的好朋友莫妮卡聯絡，她當時最好的朋友是曼蒂，當她準備嫁給當時的牙醫男友貝瑞(Berry)時，曼蒂是她的伴娘。
當瑞秋在婚禮前一刻決定逃婚後，她跑到中央公園旁的咖啡廳找紐約唯一認識的人莫妮卡，雖然莫妮卡甚至沒有收到邀請函，還是很大方地讓瑞秋躲一陣子。
瑞秋在第一集剛開始沒多久，在羅斯說了「我現在想要的只有結婚」這句話以後，就穿著一身淋濕的新娘服闖進了中央公園咖啡館。 她是為了找她自高中以後就很少再聯絡的同學莫妮卡而來的。瑞秋從她與未婚夫貝瑞的婚禮中逃跑，因為她突然發現她根本不愛貝瑞（根據她的說法，她突然發現她對貝瑞的興趣，還比不上婚禮中的餐點，而且貝瑞越看越像馬鈴薯頭先生）。不過她的父親威脅她除非回家結婚，否則不再幫她付信用卡債以後，莫妮卡和其她的朋友鼓勵她能夠和其他人一樣在紐約自立更生。雖然她一開始表現得像被父親寵壞的小孩，但是最後她還是選擇了自立之路，並且在大家的鼓勵下將信用卡一一剪斷，日後越來越獨立，母親羨慕她的上進爭取到獨立自主的生活（之后父母离婚时，母亲打算来投靠Rachel，因为母亲的眼里Rachel跟自己的命运抗衡，放弃了属于她的Berry，但是母亲自己却跟自己的“Berry”结婚了），父親則表示瑞秋是他唯一感到驕傲的女兒。
瑞秋在決定把信用卡全部剪掉後就在中央公園咖啡屋當女服務生，不過因為她始終夢想著其他的工作，咖啡屋裡的工作就顯的很分心，她總是記不起店裡有賣什麼飲料，沒有幾次把對的飲料送到對的人手中，不知道洗咖啡機也是她的工作，所以工作了兩年後店長甘瑟還希望她二度接受工作訓練。後來，終於在錢德與喬伊的慫恿下遞了辭呈，才讓她有機會進入她最嚮往的時尚圈，雖然她在新公司裡的第一份工作仍然是泡咖啡，不過她很快就更接近與流行服飾相關的工作，那就是整理一房間的鐵衣架。她在布魯明黛爾百貨公司擔任的職位包括助理（坐辦公桌）、高級客戶服裝助理（幫少數有錢的客戶打點）、工作能力強到她的上司試圖把她留在身邊不讓她升遷。後來跳槽到時尚名牌勞夫羅倫擔任時尚顧問，慢慢地爬到了主管的位置，也成為大家的時尚顧問。在勞夫羅倫一待就是六季，在最後一季的時候，因為想跳槽到Gucci被發現而被炒魷魚，並準備接受一位前同事的介紹到巴黎工作，最後卻在羅斯的深情表白之下而留了下來。

## 瑞秋的住處
在這部影集中大部分的時間，瑞秋都住在莫妮卡的公寓裡。她們彼此間和諧而長久的關係，是這齣戲中的一大要素。之后由于錢德和喬伊养的宠物鸡每天早上都會啼叫，令瑞秋和莫妮卡十分崩溃，诱发之后赌局要除掉那只鸡，錢德则提出赢的话就交换公寓的条件。之后莫妮卡她们输掉赌局，同喬伊和錢德交换了公寓，瑞秋住进了喬伊的房间。不过后来又由于瑞秋住的房间对面大叔每天早上准时准点的用声乐的方式唱“Morning is here”，一度又令瑞秋崩溃，最后用计将公寓换了回去。之后隨著錢德與莫妮卡之間感情的進展，瑞秋搬出了公寓，給他們倆更多的隱私空間。瑞秋搬家後一開始住在菲比那裡，結果菲比租的房子因為瑞秋引發的一場意外被燒了大半，瑞秋又搬到喬伊的房子，兩人成為室友。在瑞秋懷了羅斯的孩子以後，為了便於照顧，她搬進羅斯的房子。可是兩人的關係在孩子出世後變得尷尬，於是瑞秋又搬回喬伊的住處。

## 其他
瑞秋宣稱他最喜歡的電影是大片《危險關係》，不過喬伊揭發說她真正最喜歡的片子其實是搞笑片《老闆度假去》。影集中指出她以前有個大鼻子，後來靠整形手術把鼻子縮小了。
瑞秋的父母在影集第二季時離婚。 瑞秋是他們的長女，次女是艾美，由克里斯蒂娜·艾伯盖特飾演，而小女兒是吉兒，由里斯·威瑟斯庞飾演。
瑞秋的生日在5月5日，是金牛座，在第七季時別人說她是水瓶座，這顯然是一個編劇上的錯誤（亦或是为了糊弄交警的随机应变）。
瑞秋的性观念比较随意，这一点上和乔伊相似。尽管瑞秋和罗斯之间始终有着理不清的感情，在全剧的3个女主角中，她依然是发生过性关系的对象最多的人。她會一邊和別人約會，一邊無法忘情羅斯並試圖阻止羅斯的新戀情，例如說服羅斯的新女友剃光頭、前往羅斯的倫敦婚禮搞砸一切，而飛機上的鄰座乘客聽了她的自白表示她「真是一個糟糕的人」。每次和一个男性交往期间都还算专一。但除了和罗斯以外，都持续不了多久就会因各种各样的原因而分手。（其中她从未对罗斯忘情可能是一个重要的原因）
瑞秋还是剧中6位主角中唯一一个和其他5位都吻过的角色。